# Прапор Первомайського (Кіровський район)
Прапор Первомайського — офіційний символ села Первомайське (Феодосійського району АРК), затверджений рішенням Журавської сільської ради від 28 листопада 2008 року.

## Опис прапора
Прямокутне полотнище зі співвідношенням ширини до довжини 2:3, що складається з двох горизонтальних смуг — зеленої та червоної; посередині прапора герб села на щиті «французької» форми.